# Lodovico delle Colombe
Lodovico delle Colombe (1565(?) - después de 1623) fue un erudito aristotélico italiano, famoso por sus disputas con Galileo Galilei en una serie de controversias en física y astronomía.

## Primeros años
Delle Colombe nació en Florencia en la segunda mitad del siglo XVI. Se ha sugerido una fecha de nacimiento del 20 de enero de 1565, pero se desconoce la fuente. Asimismo nada se sabe de su familia, excepto que era de origen noble, o de su educación. Se convirtió en miembro de la Accademia Fiorentina cuando Francesco Nori era su cónsul y también fue miembro del Consiglio dei Dugento, el órgano asesor del Gran Ducado de Toscana . Se decía que era alto y muy delgado con una larga barba blanca, una pequeña cabeza calva y ojos hundidos. Llevaba una chaqueta de lana y un cuello grande. Por su apariencia y su carácter solitario y melancólico fue apodado 'el Superintendente del Limbo' por el poeta satírico Francesco Ruspoli. Uno de sus hermanos, Raffaello delle Colombe (1557-1627), fue el prior dominico de Santa Maria Novella, quien denunció a Galileo desde su púlpito.

## Disputa sobre la supernova de 1604

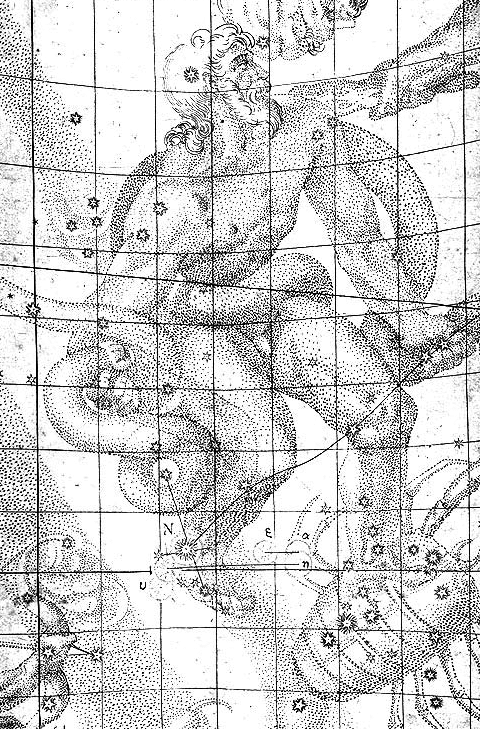
Ilustración de Kepler de la supernova de 1604 en el pie de Ofiuco (el portador de la serpiente)

En octubre de 1604 se vio una nueva estrella. Por la noche, era la estrella más brillante del cielo, y fue visible durante el día durante más de tres semanas, antes de oscurecerse finalmente. En 1606, Delle Colombe publicó su posición con respecto al fenómeno,  dedicado a Alessandro Marzi Medici, el arzobispo de Florencia. En su trabajo, delle Colombe argumentó que la estrella no era nueva, sino permanente, aunque solo ocasionalmente visible. Este argumento se hizo eco del de Johannes van Heeck al apoyar el modelo generalmente aceptado del universo, conocido como el modelo aristotélico o el sistema ptolemaico. Este sostenía que las estrellas estaban fijas en sus posiciones e inmutables; así, si un evento inusual tenía lugar en las estrellas, esto sugería que no podían estar fijas en el "firmamento". Al argumentar que la estrella era permanente en lugar de nueva, Delle Colombe defendió el punto de vista aristotélico, al tiempo que sugirió razones por las que no se había observado previamente. En apoyo de estos argumentos, delle Colombe se basó no solo en las observaciones astronómicas, sino también en la autoridad de Aristóteles y de muchos otros pensadores peripatéticos, incluidos los conimbricenses, Gasparo Contarini y Julio César Scaligero.

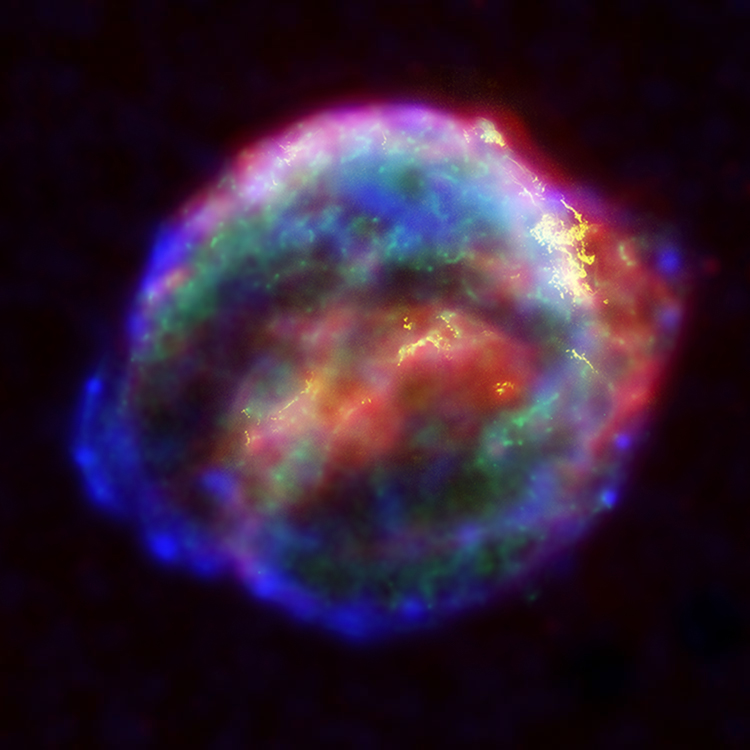
Remanente de la supernova de Kepler, SN 1604.

Galileo, entonces profesor de la Universidad de Padua, dio una conferencia sobre la supernova, proponiendo diferentes formas posibles en que podría haberse producido. Galileo fue cauteloso en sus puntos de vista, pero consideró el fenómeno como nuevo y no como una estrella permanente. Alimberto Mauri era un seudónimo y delle Colombe (como la mayoría de los eruditos desde entonces) creía que el autor era Galileo. El libro ridiculizaba muchas de las opiniones de delle Colombe sobre la estrella y lo menospreció como 'nostro colombo' ('nuestra paloma'). El mismo Delle Colombe luego respondió a 'Mauri' publicando Risposte piacevoli e curiose ( Respuestas agradables y curiosas ) en 1608.

## Disputa sobre el movimiento de la Tierra

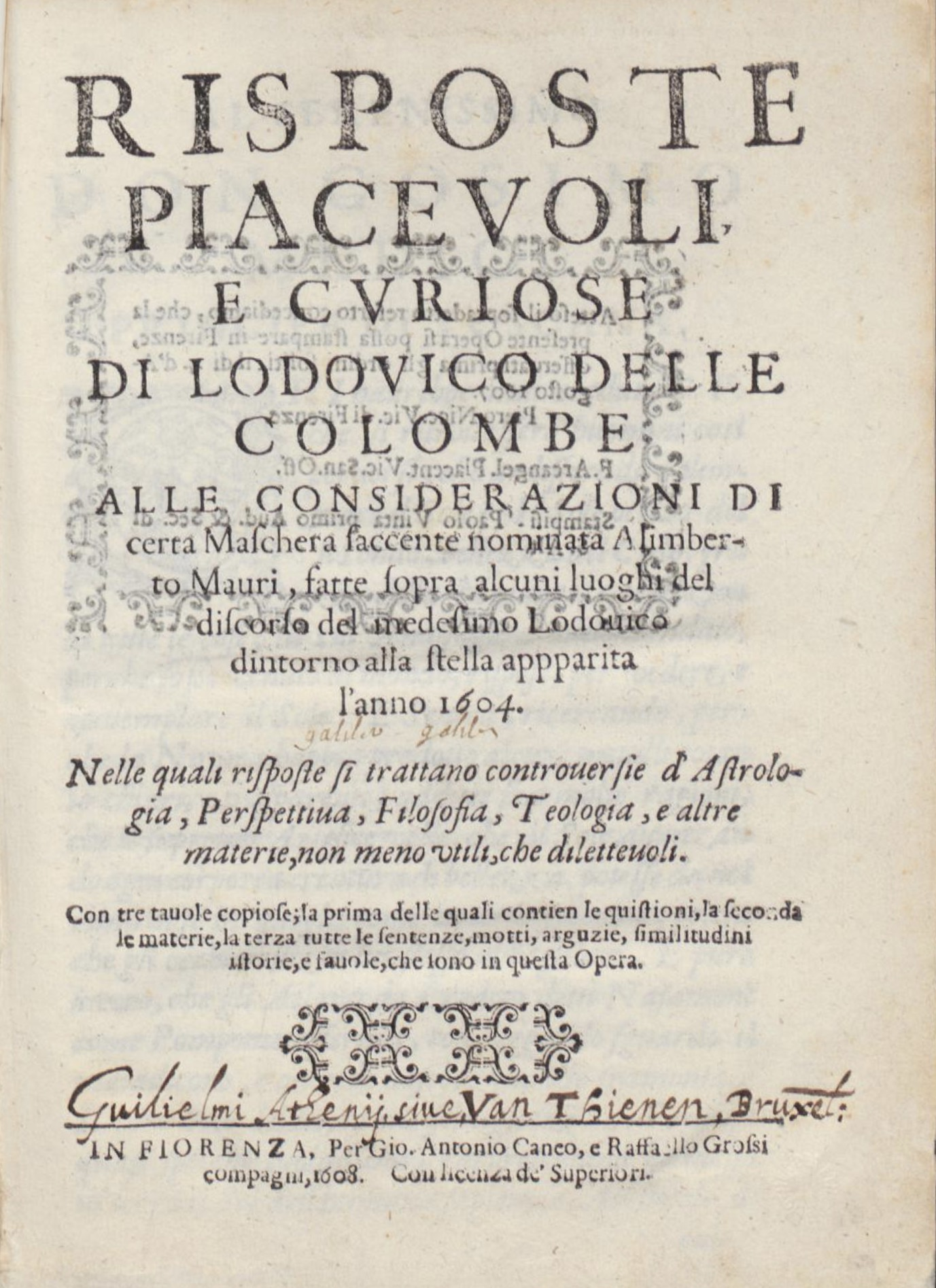
Portada de 'Resposte Piacevole e Curiose di Lodovico delle Colombe alle Considerazioni di certa maschera saccente, nominata A. Mauri'

Las disputas entre delle Colombe y Galileo se prolongaron más cuando Galileo publicó por primera vez nuevos hallazgos que desafiaban la cosmología artistotélica y cuando se mudó de Padua a Florencia. En 1609, Galileo había construido un telescopio a través del cual había observado las lunas de Júpiter, así como las montañas y los cráteres de la Luna. En marzo de 1610 publicó sus hallazgos en Siderius Nuncius  que dedicó a Cosme II de Médici, gran duque de Toscana, nombrando a las lunas de Júpiter las " estrellas mediceas".  Luego negoció con el gran duque para asegurarse el puesto de filósofo y matemático en jefe en la corte de Florencia.
Galileo apenas mencionó el movimiento de la Tierra en Siderius Nuncius, ya que su enfoque estaba en sus nuevos descubrimientos. Sin embargo, en su discusión sobre el brillo de la tierra, dio a entender que la Tierra cambia de posición en lugar de permanecer estática, y luego agregó:
Que estas pocas observaciones nos basten aquí con respecto a este asunto, que será tratado con más detalle en nuestro Sistema del Mundo. En ese libro, mediante una multitud de argumentos y experiencias, se demostrará que el reflejo solar de la tierra es bastante real, en contra de aquellos que argumentan que la tierra debe ser excluida del torbellino danzante de las estrellas por la razón específica de que está desprovista de movimiento y de luz. Probaremos que la tierra es un cuerpo errante que supera a la luna en esplendor, y no el sumidero de todos los desechos insulsos del universo; esto lo apoyaremos con una infinidad de argumentos extraídos de la naturaleza.
Galileo pudo haber estado tratando de introducir discretamente sus ideas más especulativas sobre el universo entre las observaciones empíricas hechas con su telescopio, pero estas pocas frases le dieron a Delle Colombe motivos suficientes para atacarlo en un punto aparentemente débil, en un intento de obligarlo a defenderse. específicamente el movimiento de la Tierra. En 1610, delle Colombe impugnó las opiniones de Galileo, aunque no mencionó a Galileo por su nombre, en su folleto Contro il Moto della Terra ( Contra el movimiento de la Tierra ). No se imprimió, sino que circuló en forma manuscrita, principalmente en Florencia.
El texto introdujo una serie de objeciones a la idea del movimiento de la Tierra, que apelaron al sentido común. Comenzó señalando que las matemáticas no eran una herramienta adecuada para describir la naturaleza, ya que solo se ocupaban de abstracciones y, por lo tanto, podían predecir fenómenos que en realidad no ocurrían. Luego procedió a esbozar algunos experimentos mentales. Si se disparara un cañón hacia el este, la bala se movería en la dirección de rotación de la Tierra; si se disparara hacia el oeste, la bola se movería en contra de la rotación de la Tierra. Dado que la bola cae a la misma distancia del cañón en cualquier caso, la Tierra no se puede mover. Del mismo modo, si se disparara una ballesta directamente hacia arriba, la flecha caería lejos del arquero en lugar de a sus pies, si la Tierra se moviera.
La sección final de este trabajo marcó un cambio en los argumentos presentados por delle Colombe: en lugar de simplemente defender a Aristóteles o desafiar a Galileo por pruebas empíricas, introdujo una serie de objeciones bíblicas y teológicas a sus afirmaciones. (Galileo parece haber utilizado los argumentos de delle Colombe como base para los del personaje Simplicio en su obra de 1632 Diálogos sobre los dos máximos sistemas del mundo. Delle Colombe fue el primer escritor en utilizar textos bíblicos contra Galileo.
Galileo decidió no responder a la invitación de Delle Colombe para discutir su caso sobre lecturas literales y otras lecturas de textos sagrados, diciendo que como "Contra il Moto della Terra" solo se había distribuido en forma manuscrita y no se había publicado, no había razón para que respondiera.

## Disputa acerca de la superficie de la Luna
Mientras que los argumentos principales en "Contro il Moto della Terra" están relacionados con el movimiento de la Tierra, delle Colombe también respondió a la afirmación de Galileo de que la superficie de la Luna era áspera y montañosa. Era un principio básico de la cosmología aristotélica que los planetas eran todos esferas perfectas. Por lo tanto, especuló que las aparentes montañas que Galileo había visto no eran montañas en absoluto, sino simplemente densas 'ondas' de materia con un material puro y transparente que llenaba los espacios entre ellas para formar una esfera perfecta. Una vez más, estaba ideando respuestas especulativas para reconciliar las ideas aristotélicas con las observaciones empíricas.
En 1611, Delle Colombe abordó este asunto en una carta a Christopher Clavius con la esperanza de obtener su apoyo, pero Clavius no respondió. Galileo pronto obtuvo una copia de la carta de delle Colombe a Clavius y respondió escribiendo a un amigo, confirmando su opinión sobre la superficie de la Luna, enfatizando la incompetencia de delle Colombe en astronomía y ridiculizándolo como pippione (paloma). Sin embargo, como las opiniones de delle Colombe no se publicaron, Galileo tampoco respondió públicamente. De hecho, Galileo, que en privado ridiculizó sin piedad a Delle Colombe, nunca le dio la satisfacción de una respuesta pública formal a sus desafíos. Aunque delle Colombe disfrutó del apoyo del arzobispo Alessandro Marzi Medici y de Don Juan de Médici, su patrón nunca fue el propio archiduque ni ninguna otra figura muy importante, y es posible que Galileo simplemente se negara a comprometerse directamente con él por este motivo.

## Disputa sobre los cuerpos flotantes

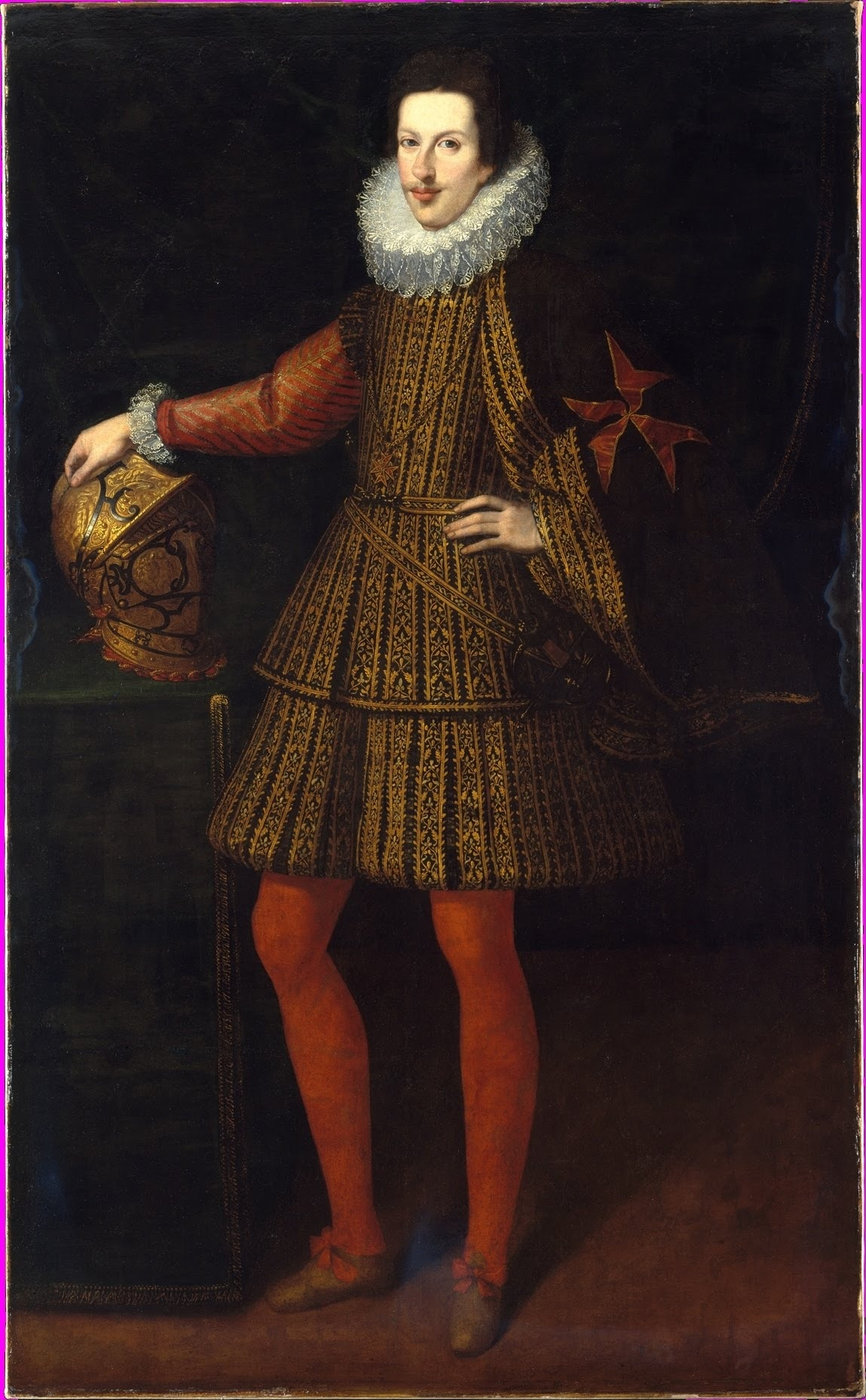
Cosimo II, Gran Duque de Toscana

En julio de 1611 se llevó a cabo un debate sobre la naturaleza del frío en la casa del amigo de Galileo, Filippo Salviati, con dos aristotélicos, Vincenzo di Grazia y Giorgio Coresio . Los aristotélicos sostenían que el hielo era agua condensada, que flotaba por su forma plana y delgada; Galileo, cuya opinión estaba basada en Arquímedes, sostenía que el hielo era agua enrarecida, que flotaba porque era menos densa que el agua que la sustentaba. A medida que se desarrollaba la discusión, Galileo adoptó la posición de que todos los cuerpos más densos que el agua se hunden, mientras que todos los más ligeros que el agua flotan, independientemente de su forma. Tres días después de este primer encuentro, di Grazia visitó a Galileo y le dijo que un amigo se había ofrecido como voluntario para refutar la posición de Galileo mediante una demostración. Esto fue delle Colombe. Galileo firmó un acuerdo en el que se establecían los términos de las manifestaciones que ambas partes debían preparar y se fijó una fecha para que se reunieran y presentaran sus casos a mediados de agosto en la casa del canónigo Francesco Nori.
En los días previos a esta reunión propuesta, delle Colombe llevó su demostración a las calles y lugares públicos de Florencia para mostrar cuán fácilmente podía probar que Galileo estaba equivocado. Según mostró, una fina tira de ébano flotaba sobre el agua, mientras que una esfera del mismo material se hundía. Esto, sostuvo, mostraba que la forma, no la densidad, determinaba si un objeto flotaría. Sin embargo, delle Colombe en realidad nunca apareció el día acordado para las demostraciones planificadas, lo que sugiere que tal vez entendió que su demostración se basaba en los efectos particulares de la tensión superficial del agua en lugar de en las formas de sus piezas de ébano. Galileo luego propuso que se encontraran en una nueva fecha en la casa de Salviati, y que en esta ocasión los objetos que se colocarían en el agua deberían mojarse completamente primero (lo que habría eliminado el efecto de tensión superficial). Sin embargo, cuando delle Colombe llegó el día señalado, descubrió que Galileo no estaba dispuesto a proceder como habían acordado. Aparentemente, el Gran Duque lo había reprendido por involucrarse en un espectáculo público vulgar y, por lo tanto, Galileo dijo que pondría sus pruebas por escrito en lugar de realizar demostraciones públicas. Después de esto, Delle Colombe parece no haber tenido más papel directo en el debate público sobre este tema. En septiembre, Galileo hizo circular un manuscrito que esbozaba sus puntos de vista, pero cuando Cosme II organizó un debate público sobre la cuestión de los cuerpos flotantes, fue Flaminio Papazzoni, y no delle Colombe, quien argumentó y perdió contra Galileo.
En 1612, Galileo expuso formalmente sus puntos de vista sobre este tema en su Discurso sobre los cuerpos flotantes  y Delle Colombe respondió rápidamente con Discorso Apologetico  Galileo no respondió de inmediato y, de hecho, cuando se publicó su respuesta, fue empleando el nombre de su amigo Benedetto Castelli . Es posible que Galileo sintiera que no servía para ningún propósito útil involucrarse directamente en este debate, y también es posible que simplemente no haya tenido tiempo para responder en detalle a todos los errores del libro de Delle Colombe. Castelli pudo producir una refutación completamente argumentada de los puntos de delle Colombe, claramente con la ayuda y el aporte de Galileo. La Risposta alle Opposizioni del S. Lodovico delle Colombe  de Castelli se publicó en 1615, marcando el final de esta disputa en particular.

## La liga de las palomas y la inquisición romana
Si bien delle Colombe estuvo casi solo al argumentar públicamente contra Galileo, hubo un grupo de eruditos y eclesiásticos que apoyaron sus puntos de vista aristotélicos. Después de que Galileo se refiriera despectivamente a delle Colombe como 'pippione' ('paloma'), su amigo cercano, el pintor Lodovico Cigoli, acuñó el apodo de 'Lega del Pippione' ('La liga de las palomas') para el grupo de delle Colombe. (Además de ser un juego con el nombre de Delle Colombe, 'pippione' tenía la connotación de 'cerebro de pájaro' o 'fácilmente engañado'). Entre los miembros de la Lega del Pippione estaba el hermano de Delle Colombe, Rafaello, un destacado dominico, cercano al arzobispo Marzi Medici, que frecuentemente sermoneaba contra las ideas copernicanas en general y contra Galileo en particular. Otros dos eran también dominicanos, Tommaso Caccini y Niccolò Lorini .
En diciembre de 1611, poco después de la disputa sobre los cuerpos flotantes, Cigoli le escribió a Galileo advirtiéndole que un grupo de sus enemigos se reunía regularmente en la casa del arzobispo, "en una loca búsqueda de cualquier medio para dañarlo". Aparentemente ya habían tratado de persuadir a alguien para que lo atacara desde el púlpito. El ataque, cuando llegó, lo lanzó Caccini. Había obtenido una copia de la carta de Galileo a Benedetto Castelli, que explicaba cómo se podía conciliar el sistema copernicano con el libro de Josué . El 20 de diciembre de 1614, predicó un sermón en Santa Maria Novella en Florencia, atacando a Galileo y citando los Hechos de los Apóstoles, "Viri galilaei, quid statis adspicientes in caelum?" ("Varones galileos, ¿por qué estáis mirando al cielo?" ).

## Vida posterior
Delle Colombe se menciona como aún con vida en el libro de 1615 de Castelli. Después de esta fecha no se conocen obras suyas ni referencias literarias o científicas suyas.  En 1623, Ludovico delle Colombe y su hermano Corso fueron elegidos para el Consiglio dei Dugento. No se sabe nada de él después de esta fecha.